# ماثيو ووكر (لاعب كريكت)
ماثيو ووكر (17 يناير 1977 في نيوزيلندا - ) (بالإنجليزية: Matthew Walker)‏ هو لاعب كريكت نيوزلندي. شارك مع منتخب نيوزيلندا الوطني للكريكت.